# Немцова, Татьяна Владимировна
Татьяна Владимировна Немцова (15 февраля 1946 года, Москва, СССР) — фигуристка из СССР, двукратная чемпионка СССР 1960 и 1961 годов в женском одиночном катании. Мастер спорта СССР. Вместе с Ириной Люляковой была первой одиночницой, принявшей участие в чемпионате Европы 1959 года. Первой фигуристок СССР выступила в одиночном катании на чемпионате мира 1962 года. 
Татьяна Немцова начала заниматься фигурным катанием с 6 лет на стадионе Юных Пионеров в Москве. После окончания спортивных выступлений  была солисткой Московского балета и цирка на льду. В 1962—1964 годах работала тренером по фигурному катанию в ЦСКА. В 1969 году окончила ГИТИС.

## Спортивные достижения
| Соревнования/Сезоны | 1959 | 1960 | 1961 | 1962 | 1963 | 1964 |
| ------------------- | ---- | ---- | ---- | ---- | ---- | ---- |
| Чемпионаты мира     |      |      |      | 20   | 23   |      |
| Чемпионаты Европы   | 24   | 24   |      |      |      |      |
| Чемпионаты СССР     |      | 1    | 1    |      | 3    | 2    |